# Michael Cole (psicologo)
Michael Cole (Los Angeles, 13 aprile 1938) è uno psicologo statunitense.
Laureatosi in psicologia nell'università a Los Angeles (California) ha conseguito il dottorato in psicologia presso l'università dell'Indiana.

Ha insegnato nelle Università di Stanford, Yale, Rockfeller e, dal 1978, San Diego in California in cui ha fondato il Laboratory for Comparative Human Cognition, che ha diretto fino al 1989 e dal 1995 sino ad oggi, e dove è anche coordinatore del Communication Program.
Promuovendo in USA gli studi di Lev Vygotskij e Aleksandr Lurija, nel laboratorio si sviluppano ricerche di psicologia culturale, sulla teoria dell'azione e della comunicazione, sulle comunità "di pratiche", sugli ambienti educativi e sulla comunicazione come fenomeno. Inoltre si sono affrontati studi sull'ergonomia degli ambienti di lavoro e sui sistemi di mediazione, fisica e ideale, che vi insistono, ed approcci a Internet sia come ambiente di mediazione e cooperazione che come formazione di conoscenza e cultura diffusa.
Dalle sue ricerche sulla socializzazione umana ha origine una teoria della cultura come insieme di processi di mediazione, che si fonda sui principi della scuola russa e gli studi sul campo di Vygotskji. Uno studio degli anni sessanta, in Liberia, sullo sviluppo della memoria tra i bambini dei Kpelle, un popolo dotato di una lingua assai complessa e articolata, molto versato nel ragionamento e nella discussione, dimostrò quale ruolo hanno le "agenzie di socializzazione" nella discriminazione delle conoscenze e definì - quale derivato metodologico della ricerca - alcuni limiti della ricerca cross-culturale.
Un considerevole contributo di Michael Cole alla psicologia sociale e culturale si trova in “Cultural psychology: a once and future discipline” un testo del 1996 tradotto in diverse lingue. Di rilievo è anche la sua attività pubblicistica in numerose riviste, tra cui “Mind, Culture and Activity” fondata da lui stesso nel 1994, “Communication Review” e “Soviet Psychology”. Per i numerosi meriti è stato insignito di lauree honoris causa dalle Università di Helsinki, Copenaghen e dall'Università di Padova con la quale ha pure collaborato, ospitando giovani studiosi presso il Laboratory for Comparative Human Cognition e partecipando a importanti eventi in Italia, tra i quali il convegno di Psicologia Culturale (Firenze, 1998).